# Snowboard ai XXIV Giochi olimpici invernali
Le gare di snowboard ai XXIV Giochi olimpici invernali si sono svolte dal 5 al 15 febbraio 2022 al Genting Snow Park a Zhangjiakou e al Big Air Shougang a Pechino,  in Cina. Sono state disputate cinque competizioni maschili e altrettante femminili, nelle seguenti discipline: snowboard cross, halfpipe, slalom gigante parallelo, big air e slopestyle ed una di squadre miste nello snowboard cross.

## Comitati olimpici partecipanti
Hanno preso parte alla competizione 233 atleti, di cui 119 maschi e 114 femmine, in rappresentanza di 31 nazioni (incluso il ROC).
- Andorra (1)
- Australia (11)
- Austria (13)
- Belgio (1)
- Bulgaria (1)
- Canada (23)
- Cina (14)
- Croazia (1)
- Rep. Ceca (5)
- Finlandia (4)
- Francia (9)
- Germania (15)
- Gran Bretagna (3)
- Ungheria (1)
- Irlanda (1)
- Italia (17)
- Giappone (19)
- Malta (1)
- Paesi Bassi (4)
- Nuova Zelanda (3)
- Norvegia (4)
- Polonia (5)
- ROC (15)
- Slovacchia (1)
- Slovenia (6)
- Corea del Sud (5)
- Spagna (2)
- Svezia (2)
- Svizzera (19)
- Ucraina (1)
- Stati Uniti (26)

## Podi

### Uomini
| Evento                              | Oro                 | Punti               | Argento       | Punti         | Bronzo        | Punti         |
| Slopestyle (dettagli)               | Max Parrot          | 90,96               | Su Yiming     | 88,70         | Mark McMorris | 88,53         |
| Halfpipe (dettagli)                 | Ayumu Hirano        | 96,00               | Scotty James  | 92,50         | Jan Scherrer  | 87,25         |
| Big air (dettagli)                  | Su Yiming           | 182,50              | Mons Røisland | 171,75        | Max Parrot    | 170,25        |
| Snowboard cross (dettagli)          | Alessandro Hämmerle | Alessandro Hämmerle | Éliot Grondin | Éliot Grondin | Omar Visintin | Omar Visintin |
| Slalom gigante parallelo (dettagli) | Benjamin Karl       | Benjamin Karl       | Tim Mastnak   | Tim Mastnak   | Vic Wild      | Vic Wild      |

### Donne
| Evento                              | Oro                  | Punti              | Argento              | Punti           | Bronzo         | Punti          |
| Slopestyle (dettagli)               | Zoi Sadowski-Synnott | 92,88              | Julia Marino         | 87,68           | Tess Coady     | 84,15          |
| Halfpipe (dettagli)                 | Chloe Kim            | 94,00              | Queralt Castellet    | 90,25           | Sena Tomita    | 88,25          |
| Big air (dettagli)                  | Anna Gasser          | 185,50             | Zoi Sadowski-Synnott | 177,00          | Kokomo Murase  | 171,50         |
| Snowboard cross (dettagli)          | Lindsey Jacobellis   | Lindsey Jacobellis | Chloé Trespeuch      | Chloé Trespeuch | Meryeta O'Dine | Meryeta O'Dine |
| Slalom gigante parallelo (dettagli) | Ester Ledecká        | Ester Ledecká      | Daniela Ulbing       | Daniela Ulbing  | Glorija Kotnik | Glorija Kotnik |

### Misto
| Evento                               | Oro                                             | Argento                             | Bronzo                              |
| Snowboard cross a squadre (dettagli) | Stati Uniti Nick Baumgartner Lindsey Jacobellis | Italia Omar Visintin Michela Moioli | Canada Éliot Grondin Meryeta O'Dine |

## Medagliere
| Pos.   | Paese         | Oro | Argento | Bronzo | Totale |
| ------ | ------------- | --- | ------- | ------ | ------ |
| 1      | Austria       | 3   | 1       | 0      | 4      |
| 1      | Stati Uniti   | 3   | 1       | 0      | 4      |
| 3      | Canada        | 1   | 1       | 4      | 6      |
| 4      | Cina          | 1   | 1       | 0      | 2      |
| 4      | Nuova Zelanda | 1   | 1       | 0      | 2      |
| 6      | Giappone      | 1   | 0       | 2      | 3      |
| 7      | Rep. Ceca     | 1   | 0       | 0      | 1      |
| 8      | Australia     | 0   | 1       | 1      | 2      |
| 8      | Italia        | 0   | 1       | 1      | 2      |
| 8      | Slovenia      | 0   | 1       | 1      | 2      |
| 11     | Francia       | 0   | 1       | 0      | 1      |
| 11     | Norvegia      | 0   | 1       | 0      | 1      |
| 11     | Spagna        | 0   | 1       | 0      | 1      |
| 14     | ROC           | 0   | 0       | 1      | 1      |
| 14     | Svizzera      | 0   | 0       | 1      | 1      |
| Totale | Totale        | 11  | 11      | 11     | 33     |